# مارودی جیکس
مارودی جیکس (به لاتین: Maroodi Jeex) یک منطقهٔ مسکونی در سومالی‌لند است.